# Aphrosylus fur
Aphrosylus fur är en tvåvingeart som beskrevs av Octave Parent 1928. Aphrosylus fur ingår i släktet Aphrosylus och familjen styltflugor. Inga underarter finns listade i Catalogue of Life.